# Zach Cherry
Zach Cherry (Trenton (New Jersey), 1 november 1987) is een Amerikaans acteur. Hij speelde in diverse films en series, waaronder You, Shang-Chi and the Legend of the Ten Rings en Severance.

## Filmografie

### Film
- 2017: The Big Sick, als feestganger
- 2017: Spider-Man: Homecoming, als Klev
- 2018: An Evening with Beverly Luff Linn, als Tyrone Paris
- 2018: Irreplaceable You, als Jim
- 2018: Unsane, als Denis
- 2019: Isn't It Romantic, als medewerker
- 2020: Drunk Bus, als Josh
- 2021: Shang-Chi and the Legend of the Ten Rings, als Klev
- 2021: Spider-Man: No Way Home, als Klev (archiefbeelden)
- 2023: You Hurt My Feelings, als Jim

### Televisie
- 2015: High Maintenance, als man met diabetes
- 2015: Broad City, als bijstander
- 2016: Horace and Pete, als jonge hipster
- 2016: Unbreakable Kimmy Schmidt, als administrator
- 2016: The Jim Gaffigan Show, als komiek
- 2016: Search Party, als Duncan
- 2017-2019: Crashing, als Kevin Woods
- 2018: The Chris Gethard Show, als Roger
- 2018: The Special Without Brett Davis, als Ethan
- 2018, 2025: You, als Ethan Russell
- 2018: I Feel Bad, als Norman
- 2018-2020: Our Cartoon President, als verschillende stemrollen
- 2019: The Magicians, als Frankie Gallo
- 2019: Succession, als Brian
- 2019: Living with Yourself, als Hugh
- 2019: The Resident, als Marcus Broome
- 2020: Most Dangerous Game, als Looger
- 2020: The Last O.G., als Miles
- 2020-heden: Duncanville, als Wolf (stemrol)
- 2021: Last Week Tonight with John Oliver, als werknemer
- 2022-2025: Severance, als Dylan G.
- 2023: Star Trek: Lower Decks, als Ensign Amadou
- 2024: Fallout, als Woody Thomas
- 2024: Krapopolis
- 2025: Your Friendly Neighborhood Spider-Man, als Klev (stemrol)

### Podcast
- 2024: Tiny Dinos, als Zach de postbode
- 2024: The Best Man's Ghostwriter, als Gary